# Андрес Амая
Андрес Амая (ісп. Andrés Amaya; нар. 24 квітня 2001, Барранкабермеха) — колумбійський футболіст, нападник клубу «Атлетіко Уїла».

## Клубна кар'єра
Народився 24 квітня 2001 року в місті Барранкабермеха. Вихованець футбольної школи клубу «Атлетіко Уїла». 6 квітня 2017 року в матчі проти «Ріонегро Агілас» він дебютував у чемпіонаті Колумбії. 2 вересня в поєдинку проти «Хагуарес де Кордова» Андрес забив свій перший гол за «Атлетіко Уїла».

## Виступи за збірну
2019 року у складі молодіжної збірної Колумбії до 20 років, взяв участь у молодіжному чемпіонаті світу 2019 року в Польщі.